# 瓦尔热隆拉罗谢特
瓦尔热隆拉罗谢特（法語：Valgelon-La Rochette，法語發音：[valʒəlɔ̃ la ʁɔʃɛt]）是法国萨瓦省的一个市镇，属于尚贝里区。该市镇于2019年1月1日由原市镇拉罗谢特和埃塔布勒合并而成，行政中心位于拉罗谢特。

## 地理
瓦尔热隆拉罗谢特（45°27'34"N, 6°7'16"E）面积7.36 平方千米，位于法国奥弗涅-罗讷-阿尔卑斯大区萨瓦省，该省份为法国东部省份，历史上为薩伏依的一部分，北起上萨瓦省，西接伊泽尔省和安省，南部和东部与上阿尔卑斯省和意大利接壤。
与瓦尔热隆拉罗谢特接壤的市镇（或旧市镇、城区）包括：拉克鲁瓦-德拉罗谢特、拉塔布勒、勒韦尔内伊、普雷勒、代特里耶、维拉鲁、圣皮埃尔德苏西。
瓦尔热隆拉罗谢特的时区为UTC+01:00、UTC+02:00（夏令时）。

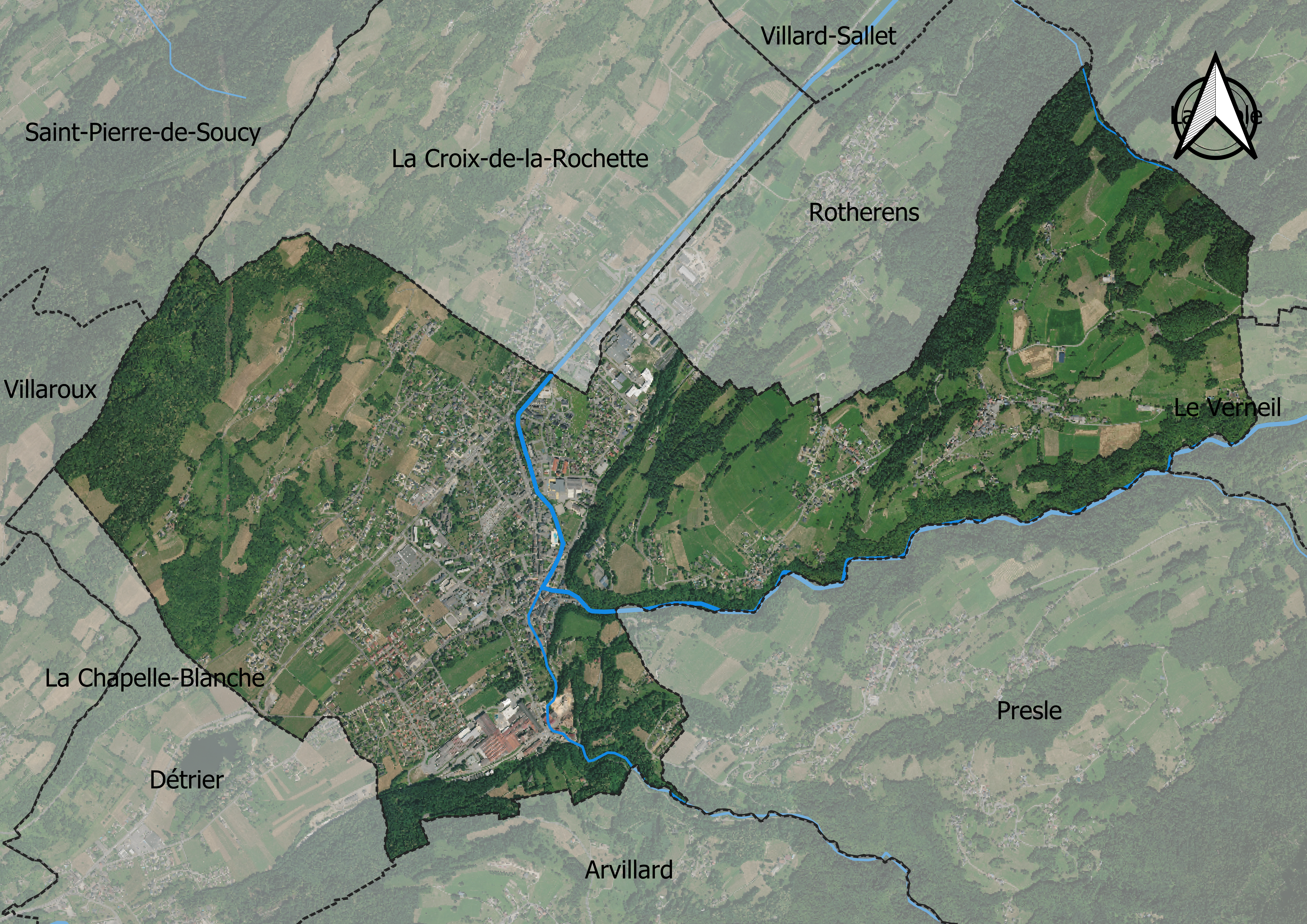
瓦尔热隆拉罗谢特的卫星地图

## 行政
瓦尔热隆拉罗谢特的邮政编码为73110，INSEE市镇编码为73215。

## 政治
瓦尔热隆拉罗谢特所属的省级选区为蒙梅利扬县。

## 人口
瓦尔热隆拉罗谢特于2022年1月1日时的人口数量为4185人。